# Дарем, Джудит
Джудит Дарем (англ. Judith Durham; 3 июля 1943, Эссендон — 5 августа 2022[…], Мельбурн) — австралийская джазовая певица и музыкант, участница австралийской поп-фолк группы The Seekers с 1963 по 1968 годы.

## Происхождение
Родилась в пригороде Мельбурна, в семье Уильяма Александра Кока, штурмана самолётов наведения, участника Второй мировой войны, и его жены Хейзел.
Дарем планировала стать пианисткой и получила образование в Консерватории Университета Мельбурна по классу «классическое фортепиано». Помимо фортепиано она также получила классическое вокальное обучение, наряду с пением произведений блюза, госпелов и джаза. Её певческая карьера началась в возрасте восемнадцати лет, когда она попросила Николаса Рибуша, лидера Мельбурнского университетского Джазового оркестра, выступавшего в клубе «Мемфис», спеть с его группой.
В 1963 году она начала выступать в том же клубе с «Джазовыми Проповедниками» (Jazz Preachers) Франка Трэйнора, используя девичью фамилию её матери Дарем. В том году она сделала запись своего первого EP, Judy Durham with Frank Traynor’s Jazz Preachers.
Дарем работала секретарём в рекламном агентстве JWT, где она познакомилась с делопроизводителем Атолом Гаем. Гай играл в фолк-группе Тhe Seekers, которая выступала в кафе «Скрипичный ключ», в Мельбурне.

## The Seekers
В группе The Seekers выступали — Дарем, Атол Гай, Брюс Вудли и Кит Потджер, последний работал радиопродюсером на ABC. Именно благодаря связям Потджера группа записала первую демонстрационную ленту. Её передали W&G Records, и компания заключила контракт с The Seekers.
Группа выпустила в 1963 году альбом Introducing the Seekers. Дарем, однако, сделала запись двух других песен с «Джазовыми Проповедниками» — «Muddy Water» (которая вышла на их альбоме Jazz from the Pulpit), и «Trombone Frankie».
В начале 1964 года Тhe Seekers приплыли в Соединённое Королевство на судне Fairsky, на котором группа также давала концерты.
Первоначально они запланировали возвратиться домой после десяти недель, но получили устойчивый поток приглашений от Grade Agency, которым предварительно послали копию своего первого альбома. В ноябре 1964 года они выпустили, сингл «I’ll Never Find Another You» написанный Томом Спрингфилдом.
В феврале 1965 года сингл достиг первого места в чартах Великобритании и Австралии. В 1966 году сингл «Georgy Girl» достиг второго места в США.

## Карьера соло
Дарем возвратилась в Австралию в августе 1968 года. В период её сольной карьеры соло она выпустила альбомы — For Christmas with Love, Gift of Song и Climb Ev’ry Mountain.
В 1970 году она сделала специальное телевизионное шоу «Встречайте Джудит Дарем» в Лондоне.
В 1970-х годах она возвратилась к традиционному джазу и сделала запись двух альбомов, Judith Durham and the Hottest Band in Town и Judith Durham and the Hottest Band in Town Volume 2 (оба — 1974). Затем она переехала в Квинсленд и сосредоточилась на написании собственных песен.
В 1994 году Дарем начала работу над новыми альбомами, Mona Lisas вышел в 1996 году под руководством продюсера Гуса Даджена.
В 2000 году альбом Дарем Let Me Find Love вошёл в десятку австралийского чарта.
В 2006 году группа Тhe Seekers была награждена лорд-мэром Джоном Со «Ключом от Города» Мельбурна.
В октябре 2008 года был выпущен Альбом Australian Cities Suite. Все деньги от продажи компакт-дисков перечисляются в пользу благотворительным учреждениям, таким как Австралийская Ассоциация Мотонейронных болезней (Дарем — национальный патрон организации).
Скончалась 5 августа 2022 года.

## Личная жизнь
21 ноября 1969 года она вышла замуж за своего музыкального директора, британского пианиста Рона Эджеворта.
Они жили в Великобритании и Швейцарии до середины 1983 года, когда купили собственность в Квинсленде, Австралия.
В 1990 году Дарем, Эджеворт и их тур-менеджер Питер Саммерс, попали в автомобильную катастрофу. Водитель другого вовлечённого в аварию автомобиля погиб на месте, а Дарем сломала запястье и ногу. После этого The Seekers ненадолго объединились, чтобы отметить серебряный юбилей группы.
Это воссоединение, однако, было кратковременным, вскоре у Эджеворта была обнаружена мотонейронная болезнь.
Он умер 10 декабря 1994 года. Похоронена в Мельбурне, Австралия.